# Polistes versicolor
Polistes versicolor är en getingart som först beskrevs av Guillaume-Antoine Olivier 1791.
Polistes versicolor ingår i släktet pappersgetingar och familjen getingar.

## Underarter
Arten delas in i följande underarter:
- Polistes versicolor flavoguttatus
- Polistes versicolor kaieteurensis